# NGC 894
NGC 894 — область звёздообразования в галактике NGC 895.
Этот объект входит в число перечисленных в оригинальной редакции «Нового общего каталога».
Многие открытия, приписываемые Уильяму Парсонсу, в том числе открытие этого объекта, на самом деле были сделаны его помощниками, в данном случае Р. Дж. Митчеллом. Но Уильям Парсонс также наблюдал за этим объектом, и он и Митчелл сначала думали, что NGC 894 и NGC 895 является «двойной системой туманностей», но затем они пришли к выводу, что NGC 894 — всего лишь часть NGC 895. Несмотря на это, объект всё же получил собственную запись в Новом общем каталоге.